# FC Inter Olt Slatina
Fotbal Club Inter Olt Slatina a fost un club de fotbal din orașul Slatina, Județul Olt, România, care a evoluat în Liga a III-a. Clubul a fost înființat în 1952 în localitatea Clinceni, Județul Ilfov ca Sabarul Clinceni și de-a lungul timpului a purtat mai multe denumiri ca, Sabarul Clinceni, Voința Clinceni, Armata Clinceni, ASC Clinceni si Inter Clinceni.

## Istoric
Înființat în 1952, sub numele de Sabarul Clinceni, clubul a evoluat in campionatele regionale, raionale si județene până în anul 1972. In perioada 1972 și 1982 echipa a fost desființată.
Cu eforturi locale majore, în anul 1982, echipa își reia activitatea sub numele de Voința Clinceni și sub conducerea lui Niculae Gheorghe, participă în cadrul campionatului zonal Ilfov, de unde la sfârșitul sezonului 1982–1983 promovează în campionatul Promoție. 
In 1983, se înființă Sportul Clinceni, echipa care participă în campionatul zonal până la sfârșitul sezonului 1983–1984 cand promoveaza în campionatul Promoție.
În 1990, Voința Clinceni și Sportul Clinceni fuzionează prin absorbție evoluând în continuare sub numele de Voința Clinceni pâna anul 1996, când a fost redenumit pentru un sezon Armata Clinceni. Revenit, in 1997, la numele de Voința, clubul a evoulat in campionatul judetean Ilfov. În 2002 a fost redenumit ASC Clinceni, iar in 2005 a obținut un loc Liga a III-a.
În 2015, dupa zece sezoane consecutive in Liga a III-a, clubul a fost mutat la Slatina, unde echipa locală, FC Olt Slatina, tocmai fusese desființată, și redenumit Inter Olt Slatina. Clubul s-a desființat în 2016 din lipsă de fonduri.